# Burg Uchte
Die Burg Uchte ist eine abgegangene, spätmittelalterliche Burg der Grafen von Hoya in Uchte im Landkreis Nienburg in Niedersachsen.

## Geschichte
Die Burg Uchte wurde um 1295 durch die Grafen von Hoya auf dem Territorium des Bistums Minden errichtet. Der Grund lag in dem vorübergehenden Verlust der Burg Steyerberg an die Bischöfe von Minden im Jahr zuvor. 1383 wurde die Burg durch den Mindener Bischof belagert. Dabei brannten die Wirtschaftsgebäude ab, aber das Haupthaus blieb unversehrt. Die Burg blieb dank herbeigeholter Verstärkung im Besitz der Grafschaft Hoya. 1526 verpfändeten die Grafen die Burg an Bruno von Bothmer, wobei sie ihm zubilligten, ein Steinwerk auf der Burg zu bauen und ihm die Ausgaben für Bauten und Reparaturen zu ersetzen. Wann die Burg Uchte abgegangen ist, lässt sich den Quellen nicht konkret entnehmen. Im Dreißigjährigen Krieg verheerte der spätere kaiserliche Feldherr Johann T’Serclaes von Tilly das Amt Uchte, der Ort selbst brannte 1726 und 1817 fast völlig ab. Einer dieser Geschehnisse dürften der Burg zum Opfer gefallen sein. Im 18. Jahrhundert sind ihre Gräben zugeschüttet worden.

## Beschreibung
Die Niederungsburg besaß laut den Katasterplänen eine rechteckige Gestalt von ca. 90 × 100 m Größe. Eine Seite war durch den Uchter Mühlenbach geschützt, die anderen Seiten von Wassergräben umgeben.
Konkrete Erkenntnisse über die Bebauung der überbauten Burg erbrachten diverse Baustellenbeobachtungen seit dem 19. Jahrhundert. Die Burggebäude bestanden aus Ziegelmauerwerk, dessen Fundamente aus Findlingen von 6–8 m Länge bestanden, unter denen Holzpfähle eingerammt waren. Zudem wurde bei den Baustellenbeobachtungen eine 20 cm dicke Brandschicht festgestellt, die eine bis zu 1 m mächtige Schicht aus Schutt und Versturz abdeckte. Diese Brandschicht lässt sich möglicherweise mit der Eroberung der Burg 1383 in Verbindung bringen. Im Südwesten des Burgplatzes konnten bis zu 2,5 m starke Mauern und Ausbruchgruben aus der Zeit um 1300 dokumentiert werden, die wohl zu einem mindestens 14 × 14 m großen Gebäude mit Steinpflasterboden gehörten, das sich an eine Ringmauer anschloss. Bei einer Baustellenbeobachtung wurde zudem ein dreireihiges Pfostengebäude erkannt, zu dem weitere einreihige Pfostensetzungen gehören, die von Nebengebäuden stammen können. Zudem bestand direkt am Mühlenbach eine Bohlenwandkonstruktion.